# 48915 Patbrandebourg
48915 Patbrandebourg este o planetă minoră (asteroid), cu un diametru de 1,554 km, din centura de asteroizi. A fost descoperită pe 29 iulie 1998 la Caussols de OCA-DLR Asteroid Survey⁠(d). 
Obiectul prezintă o orbită caracterizată de o semiaxă mare de 2,3033366167958 UAi, o excentricitate de 0,12424698566105, o înclinație de 4,7294732318825 ° în raport cu ecliptica.